# 迪里安巴

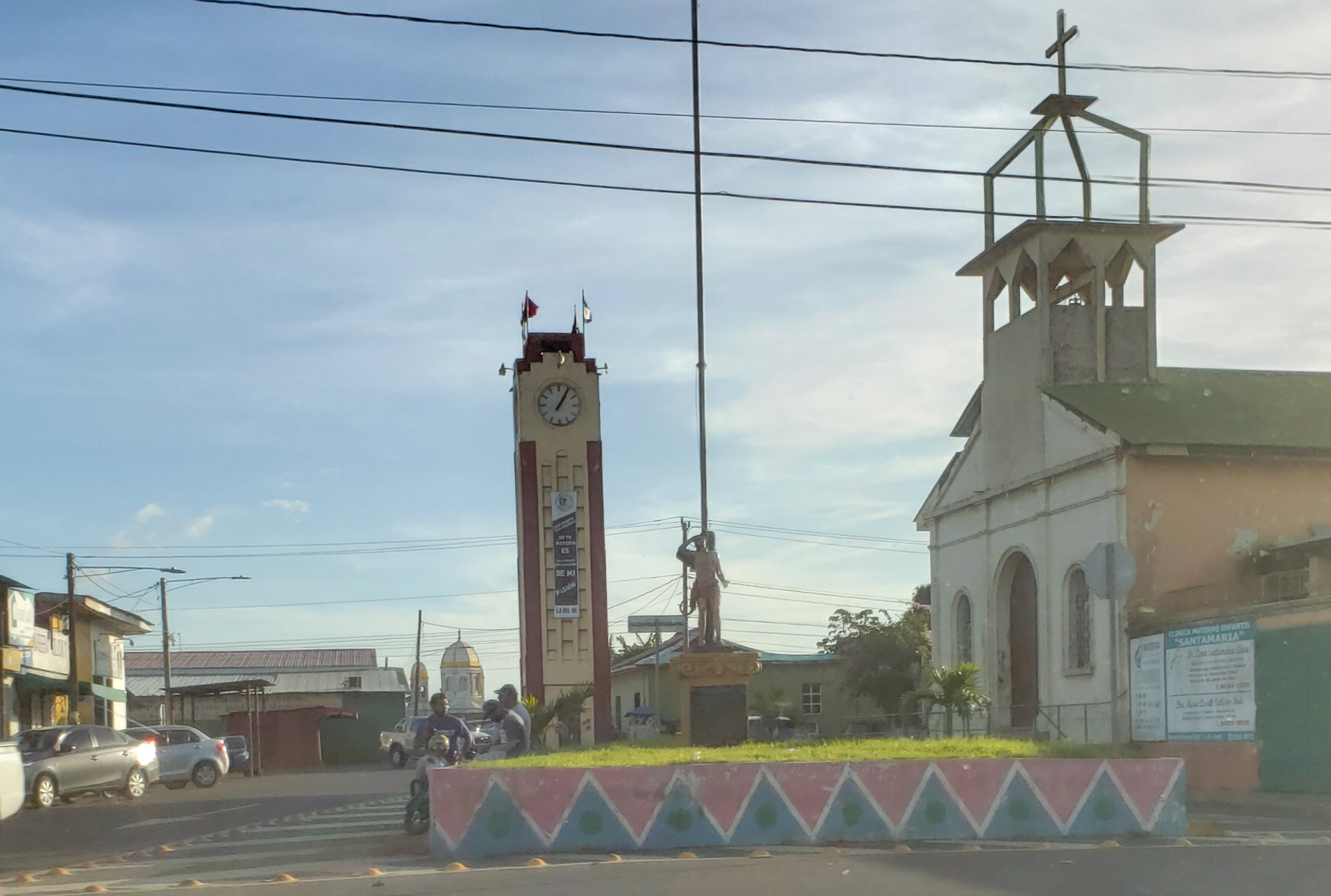
迪里安巴

迪里安巴（西班牙語：Diriamba），是尼加拉瓜的城鎮，位於該國西部，由卡拉索省負責管轄，面積349平方公里，海拔高度532米，2005年人口57,542，人口密度每平方公里164.88人。
11°51′N 86°14′W / 11.850°N 86.233°W